# 美孚1號

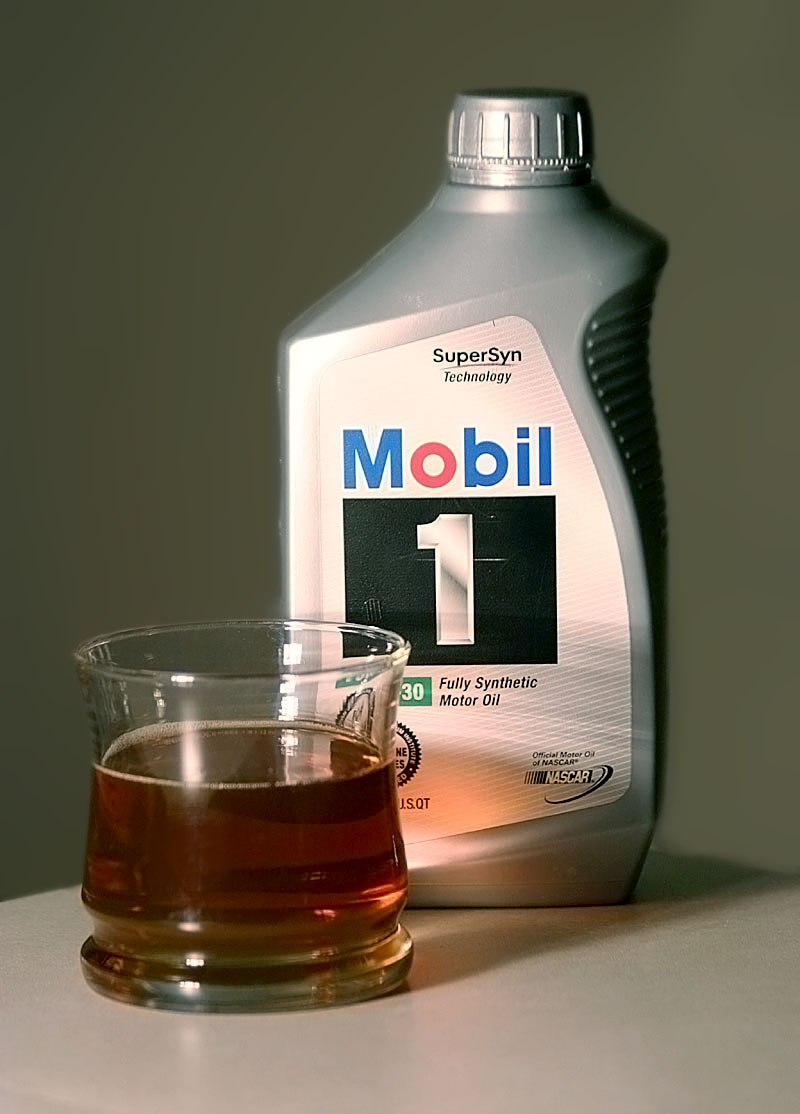

美孚1號（英語：Mobil 1）是一個合成機油及其他汽車潤滑油產品的品牌。最初由美孚石油開發，現經由艾克森美孚在全球銷售。
美孚1號機油於1974年推出，1999美孚石油年與艾克森合併後，原本由艾克森推出的埃索機油被美孚1號取代。現今這項品牌系列已包含各種機油、機油濾清器、底盤潤滑脂、傳動液及齒輪潤滑劑。

## 外部連結
- 官方网站